# Hoy (Duitsland)
Hoy is een onbewoond eiland in het Bodenmeer, 400 meter ten oosten van de stad Lindau. Het eiland heeft een ongeveer rechthoekige vorm met een lengte van acht meter en een breedte van tussen de vijf en zes meter. De totale oppervlakte bedraagt 53 vierkante meter. Hoy behoort tot het stadsdeel en de gemarkung Reutin, die sinds 1922 een onderdeel is van de stad Lindau. Het eiland is beplant met één grote wilg waarvan de kroon bijna het gehele eiland beslaat. De oevers van het eiland zijn versterkt met een muur en steken ongeveer twee meter boven de waterspiegel van de Bodensee uit. Hoy is samen met het omliggende gebied, de Reutiner Bucht, aangewezen als natuurgebied. Het eiland heeft veel gelijkenissen met het kunstmatig eiland Schalch in de Chiemsee.

## Geschiedenis
In de volksmond wordt Hoy nog vaak een galgeneiland genoemd, echter wordt hiermee een eiland bedoeld die 550 meter naar het oosten lag en tegenwoordig een schiereiland betreft. 
In feite is Hoy een klein en door mensen gemaakt eiland. Het werd gecreëerd door de eigenaar van de Villa Seeheim aan de linkeroever van het eiland Lindau. De constructie van het eiland begon op 20 februari 1922 en werd geopend met een festival met vlaggen, zang en ceremoniële toespraken in 1934. 
Het eiland werd in de daarop volgende jaren gebruikt als een privé-zwemeiland, inclusief een badhuis. Dit badhuis is echter in 1945 afgebrand. 